# Сафронов, Сергей Иванович (Герой Советского Союза)
Серге́й Ива́нович Сафро́нов (25 августа 1918, село Пилекшево, Нижегородская губерния — 29 сентября 1983, Горький), лётчик-истребитель, участник Великой Отечественной войны, Герой Советского Союза.

## Биография
Родился в семье крестьянина. Вскоре семья Сафронова переехала в Саратовскую область.
После окончания семилетней школы и школы ФЗУ работал на Горьковском станкостроительном заводе строгальщиком, одновременно учился в местном аэроклубе. В 1937 году, будучи учлётом, выполнил один из первых своих полётов с В. П. Чкаловым. В 1938 году призван в Красную Армию и направлен в Энгельсское военное авиационное училище. После окончания училища в феврале 1939 года служил на Дальнем Востоке.
С октября 1942 года — на фронте. Его первый воздушный бой состоялся под Сталинградом. Защищая Сталинград, сбил семь самолётов врага. Принимал участие в освобождении Кубани, Новгородской области, Пскова, Латвии, в битве на Курской дуге, сражался на Северо-Кавказском фронте в составе 4-й воздушной армии. Победу встретил в Восточной Пруссии.
Звание Героя Советского Союза с вручением ордена Ленина и медали «Золотая Звезда» было присвоено Указом Президиума Верховного Совета СССР 24 августа 1943 года за 65 боевых вылетов, во время которых С. И. Сафронов лично сбил 11 вражеских самолётов и 2 — в групповых боях. К маю 1945 года на его счету было 160 боевых вылетов, 16 лично сбитых вражеских самолёта и 2 — в групповых боях. С. И. Сафронов дважды был ранен, дважды контужен. За мужество и героизм, проявленные в борьбе с немецкими захватчиками, награждён орденами и медалями.
Командир эскадрильи майор С. И. Сафронов вышел в отставку по состоянию здоровья в 1945 году. С 1947 по 1975 год работал в Саратовском аэроклубе, был наставником первого космонавта Ю. А. Гагарина. В 1975 году Сергей Иванович переехал на постоянное жительство в город Горький.
Умер Сафронов 29 сентября 1983 года, похоронен в Нижнем Новгороде на Аллее Героев кладбища «Красная Этна».

## Память

Мемориальная доска Сафронову и Яковлеву в Саратове

- Именем Героя Советского Союза Сергея Ивановича Сафронова названа одна из улиц Ленинского района Нижнего Новгорода.

## Награды
- Медаль «Золотая Звезда» № 1140 (1943);
- орден Ленина (1943);
- два ордена Красного Знамени (1943, 1945);
- два ордена Отечественной войны I степени (1944);
- орден Александра Невского (1943);
- медали, в том числе:
  - «За оборону Сталинграда» (1942);
  - «За боевые заслуги»;
  - «За оборону Кавказа» (1944);
  - «За победу над Германией в Великой Отечественной войне 1941—1945 гг.» (1945).